# Andy Carter
Andy Carter (eigentlich Andrew William Carter; * 29. Januar 1949 in Exeter) ist ein ehemaliger britischer Mittelstreckenläufer, der wegen seiner Sprintstärke auch in der 4-mal-400-Meter-Staffel eingesetzt wurde.
Über 800 m erreichte er bei den Leichtathletik-Europameisterschaften 1969 in Athen das Halbfinale und gewann 1971 in Helsinki Bronze. Über dieselbe Distanz kam er bei den Olympischen Spielen 1972 in München auf den sechsten Platz.
Bei den British Commonwealth Games 1974 in Christchurch wurde er Fünfter und 800 m und holte mit der englischen 4-mal-400-Meter-Stafette Silber.
1970, 1972 und 1973 wurde er Englischer Meister über 800 m.

## Persönliche Bestzeiten
- 400 m: 48,0 s, 1972
- 800 m: 1:45,12 min, 14. Juli 1973, London
- 1000 m: 2:18,5 min, 3. August 1974, Gateshead
- 1500 m: 3:42,3 min, 1970
- 1 Meile: 3:59,3 min, 10. Juni 1972, London